# Сирчи
Сирчи(словен. Sirči, итал. Sirci) је насељено место у словеначкој општини Копар у покрајини Приморска која припада Обално-Крашкој регији.

## Географија
Сирчи је груписано насеље на раскрсници пута  Грачишче—Опртаљ. Простире на површини од 2,19 км², на надморској висини од 396,4 метра. Године 2011. насеље је имало 48 становника.